# Бібліотека C POSIX
Бібліотека C POSIX - специфікація стандартної бібліотеки мови програмування C для систем POSIX . Вона містить додаткові функції та алгоритми, які працюють на Unix, Linux та подібних системах. Вона розроблялася одночасно зі специфікацією ANSI C і є сумісною зі стандартом мови С.

## Заголовні файли бібліотеки POSIX C
| Файл                | опис                                       |
| ------------------- | ------------------------------------------ |
| <cpio.h>            | інформація про архіватор cpio              |
| <direct.h>          | відкриття та відображення вмісту каталогів |
| <fcntl.h>           | маніпуляції з файлами та інші операції     |
| <grp.h>             | пакетна обробка                            |
| <pthread.h>         | багатопотоковість                          |
| <pwd.h>             | дії з файлом passwd                        |
| <sys/ipc.h>         | міжпроцесна комунікація                    |
| <sys/msg.h>         | Черги повідомлень POSIX                    |
| <sys/sem.h>         | Семафори POSIX                             |
| <sys/stat.h>        | відомості про файл                         |
| <sys/time.h>        | час, дата та календарі                     |
| <sys/types.h>       | різні типи даних                           |
| <sys/utsname.h>     | uname та подібні структури                 |
| <sys/wait.h>        | статус та інформація про завершені процеси |
| <tar.h>             | інформація про формат файлу tar            |
| <termios.h>         | зв'язок через послідовні порти             |
| <unistd.h>          | різні функції для систем POSIX             |
| <utime.h>[джерело?] | операції над структурами inode             |